# Greg Van Emburgh
Greg Van Emburgh, né le 10 mai 1966 à New York, est un joueur de tennis américain.
Il a remporté six titres en double entre 1988 et 1997 et a joué la finale de huit autres tournois. Il a la particularité d'avoir remporté le premier tournoi ATP auquel il a pris part en juillet 1988 à Schenectady avec Alexander Mronz. Il n'était professionnel que depuis un mois. Il a obtenu ses principaux résultats au début de sa carrière lorsqu'il accède aux quarts de finale à Wimbledon en 1989 puis aux demi-finales l'année suivante. Quart de finaliste à 5 reprises dans des Masters Series, il a notamment battu les Woodies à Rome en 1992.
Ce spécialiste du double a connu une courte carrière en simple au cours de laquelle il a atteint le 3e tour du tournoi de Tokyo Outdoor en 1989.
Diplômé en relations publiques de l'Université du Kentucky en 1988, il occupe désormais le poste d'entraîneur principal à l'Université du Wisconsin.

## Palmarès

### Titres en double messieurs
| No | Date       | Nom et lieu du tournoi                               | Catégorie    | Dotation  | Surface      | Partenaire        | Finalistes                    | Score         |  |
| -- | ---------- | ---------------------------------------------------- | ------------ | --------- | ------------ | ----------------- | ----------------------------- | ------------- |  |
| 1  | 18-07-1988 | OTB-Nabisco-Virginia Slims International Schenectady |              | 93 400 $  | Dur (ext.)   | Alexander Mronz   | Paul Annacone Patrick McEnroe | 6-3, 6-7, 7-5 |  |
| 2  | 15-06-1992 | IP Cup Gênes                                         | World Series | 235 000 $ | Terre (ext.) | Shelby Cannon     | Paul Haarhuis Mark Koevermans | 6-1, 6-1      |  |
| 3  | 24-08-1992 | Waldbaum’s Hamlet Cup Long Island                    | World Series | 235 000 $ | Dur (ext.)   | Francisco Montana | Gianluca Pozzi Olli Rahnasto  | 6-4, 6-2      |  |
| 4  | 08-08-1994 | Tournoi de tennis de Saint-Marin Saint-Marin         | World Series | 275 000 $ | Terre (ext.) | Neil Broad        | Jordi Arrese Renzo Furlan     | 6-4, 7-6      |  |
| 5  | 31-07-1995 | Generali Open Kitzbühel                              | World Series | 400 000 $ | Terre (ext.) | Francisco Montana | Jordi Arrese Wayne Arthurs    | 6-7, 6-3, 7-6 |  |
| 6  | 05-05-1997 | America's Red Clay Tennis Championship Coral Springs | World Series | 245 000 $ | Terre (ext.) | Dave Randall      | Luke Jensen Murphy Jensen     | 6-7, 6-2, 7-6 |  |

### Finales en double messieurs
| No | Date       | Nom et lieu du tournoi                          | Catégorie    | Dotation  | Surface      | Vainqueurs                           | Partenaire      | Score         |  |
| -- | ---------- | ----------------------------------------------- | ------------ | --------- | ------------ | ------------------------------------ | --------------- | ------------- |  |
| 1  | 04-02-1991 | Chevrolet Classic Guarujá                       | World Series | 125 000 $ | Dur (ext.)   | Olivier Delaitre Rodolphe Gilbert    | Shelby Cannon   | 6-2, 6-4      |  |
| 2  | 06-05-1991 | US Men's Clay Court Championship Charlotte (NC) | World Series | 215 000 $ | Terre (ext.) | Rick Leach Jim Pugh                  | Bret Garnett    | 6-3, 2-6, 6-3 |  |
| 3  | 07-06-1993 | Torneo Internazionale Citta di Firenze Florence | World Series | 275 000 $ | Terre (ext.) | Tomás Carbonell Libor Pimek          | Mark Koevermans | 7-6, 2-6, 6-1 |  |
| 4  | 14-06-1993 | IP Cup Gênes                                    | World Series | 275 000 $ | Terre (ext.) | Sergio Casal Emilio Sánchez          | Mark Koevermans | 6-3, 7-6      |  |
| 5  | 06-06-1994 | Torneo Internazionale Citta di Firenze Florence | World Series | 288 750 $ | Terre (ext.) | Jon Ireland Kenny Thorne             | Neil Broad      | 7-6, 6-3      |  |
| 6  | 26-09-1994 | Campionati Internazionali di Sicilia Palerme    | World Series | 290 000 $ | Terre (ext.) | Tom Kempers Jack Waite               | Neil Broad      | 7-6, 6-4      |  |
| 7  | 02-10-1995 | Grand Prix de Toulouse Toulouse                 | World Series | 375 000 $ | Dur (int.)   | Jonas Björkman John-Laffnie de Jager | Dave Randall    | 7-6, 7-6      |  |
| 8  | 08-04-1996 | Estoril Open Estoril                            | World Series | 600 000 $ | Terre (ext.) | Tomás Carbonell Francisco Roig       | Tom Nijssen     | 6-3, 6-2      |  |

## Parcours dans les tournois duGrand Chelem

### En double
| Année | Open d'Australie             | Open d'Australie           | Internationaux de France    | Internationaux de France | Wimbledon                  | Wimbledon                  | US Open                       | US Open                   |
| ----- | ---------------------------- | -------------------------- | --------------------------- | ------------------------ | -------------------------- | -------------------------- | ----------------------------- | ------------------------- |
| 1988  | —                            | —                          | —                           | —                        | —                          | —                          | 2e tour (1/16) B. Farrow      | J. Lozano T. Witsken      |
| 1989  | —                            | —                          | 1er tour (1/32) D. Goldie   | T. Nydahl O. Rahnasto    | 1/4 de finale S. Youl      | J. Fitzgerald A. Järryd    | 2e tour (1/16) J. Rive        | D. Cahill M. Kratzmann    |
| 1990  | 1er tour (1/32) P. Galbraith | J. Lozano T. Witsken       | 2e tour (1/16) A. Mronz     | K. Nováček M. Šrejber    | 1/2 finale S. Kruger       | R. Leach J. Pugh           | —                             | —                         |
| 1991  | 1er tour (1/32) S. Youl      | G. Connell G. Michibata    | 1er tour (1/32) B. Garnett  | J. Eltingh L. Pimek      | 1er tour (1/32) A. Castle  | G. Connell G. Michibata    | 1er tour (1/32) T. Svantesson | R. Båthman R. Bergh       |
| 1992  | 1er tour (1/32) S. Kruger    | K. Jones R. Leach          | 1er tour (1/32) S. Cannon   | V. Flégl D. Prinosil     | 1er tour (1/32) S. Cannon  | N. Broad B. Shelton        | 2e tour (1/16) S. Cannon      | J. McEnroe M. Stich       |
| 1993  | 1er tour (1/32) F. Montana   | J.-L. de Jager M. Ondruska | 1er tour (1/32) J. Pugh     | R. Deppe D. Rikl         | 2e tour (1/16) N. Pereira  | T. Woodbridge M. Woodforde | 1er tour (1/32) F. Montana    | G. Connell P. Galbraith   |
| 1994  | 1/8 de finale L. Pimek       | S. Lareau D. Nestor        | 1er tour (1/32) B. Devening | J. Eltingh P. Haarhuis   | 2e tour (1/16) B. Devening | S. Bale B. Steven          | 1er tour (1/32) N. Broad      | O. Delaitre G. Forget     |
| 1995  | 1/8 de finale N. Broad       | K. Ullyett L. Paes         | 1er tour (1/32) D. Randall  | M. Barnard E. Ferreira   | 1er tour (1/32) D. Randall | A. Olhovskiy J. Siemerink  | 1er tour (1/32) F. Montana    | T. Kempers M. Oosting     |
| 1996  | 1er tour (1/32) T. Nijssen   | M. Tebbutt P. Tramacchi    | 1er tour (1/32) M. Barnard  | S. Davis T. Henman       | 1er tour (1/32) M. Barnard | J. Novák D. Rikl           | 1er tour (1/32) M. Barnard    | J. A. Conde À. Corretja   |
| 1997  | 1er tour (1/32) R. Bergh     | G. Grant R. Smith          | 1er tour (1/32) A. Kitinov  | E. Ferreira P. Galbraith | 2e tour (1/16) B. Haygarth | M. Knowles D. Nestor       | 1er tour (1/32) B. Haygarth   | B. MacPhie J. Salzenstein |
| 1998  | 1er tour (1/32) M. Ondruska  | D. Macpherson D. Wheaton   | 1er tour (1/32) D. Randall  | M. Bhupathi L. Paes      | 2e tour (1/16) D. Flach    | S. Stolle C. Suk           | —                             | —                         |

N.B. : le nom du ou de la partenaire se trouve sous le résultat ; le nom des ultimes adversaires se trouve à droite.

### En double mixte
| Année | Open d'Australie            | Open d'Australie         | Internationaux de France | Internationaux de France | Wimbledon | Wimbledon | US Open | US Open |
| ----- | --------------------------- | ------------------------ | ------------------------ | ------------------------ | --------- | --------- | ------- | ------- |
| 1995  | 2e tour (1/8) Nicole Arendt | Lisa Raymond David Adams |                          |                          |           |           |         |         |

N.B. : le nom de la partenaire se trouve sous le résultat ; le nom des ultimes adversaires se trouve à droite.